# Каражар (городская администрация Экибастуза)
Каражар (каз. Қаражар) — село в Павлодарской области Казахстана. Находится в подчинении городской администрации Экибастуза. Входит в состав Экибастузского сельского округа. Код КАТО — 552237400.

## Население
В 1999 году население села составляло 108 человек (56 мужчин и 52 женщины). По данным переписи 2009 года, в селе проживало 76 человек (41 мужчина и 35 женщин).